# Síndrome de Pierre Robin
Síndrome de Pierre Robin ou Sequência de Pierre Robin é uma sequência congênita de anomalias em humanos que pode ocorrer como uma síndrome isolada ou como parte de uma outra doença.
É caracterizada por uma mandíbula diminuída (microretrognatia), retração da língua e obstrução das vias aéreas superiores. O fechamento incompleto do palato (fenda palatina) está presente na maioria dos pacientes, geralmente possuindo a forma de letra U. 